# 라파엘로 카세르타
라파엘로 카세르타(이탈리아어: Raffaello Caserta, 1972년 8월 15일~)는 이탈리아의 전직 펜싱 선수이다. 주 종목은 사브르로 올림픽에 2회 참가하여 1996년 하계 올림픽에서 남자 단체전 동메달을 획득했다. 또한 세계 선수권 대회에서 금메달 1개, 은메달 2개를 획득했다.